# Western Deep Levels

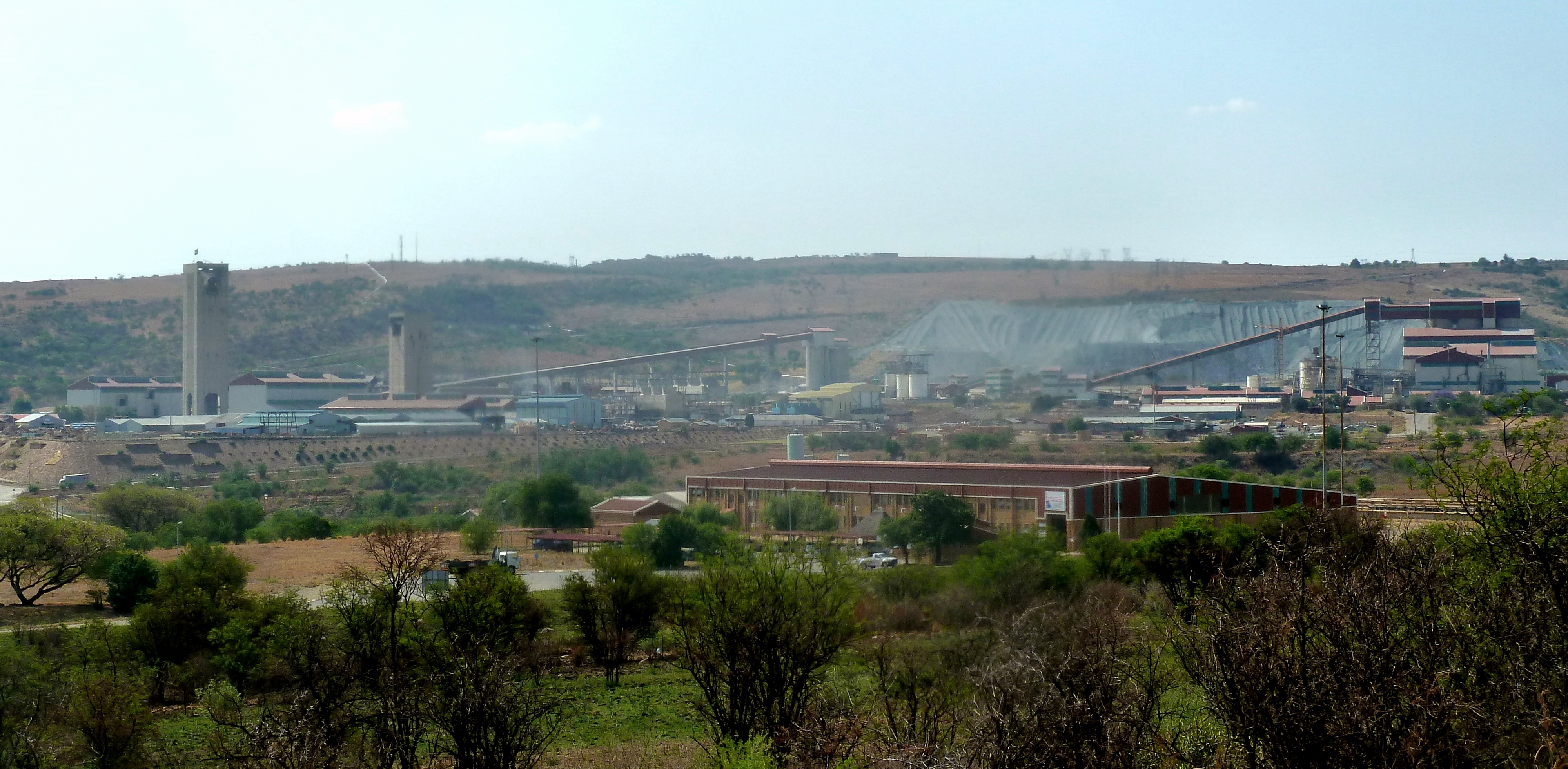
Tagesanlagen des Bergwerks Mponeng

Western Deep Levels (englisch für „Westliche Tiefbausohlen“) oder West Wits Operations wurde ein Bergbaurevier im Witwatersrandgebiet südlich von Carletonville, Südafrika, genannt. Die südafrikanische Bergbaugesellschaft AngloGold Ashanti baute dort in drei Bergwerken Gold ab. Die Gruben gehören zu den tiefsten der Welt. Im Jahr 2020 endeten mit der Schließung zweier Gruben und dem Verkauf des Bergwerks Mponeng an Harmony Gold die Aktivitäten des bisherigen Eigentümers in Südafrika.

## Übersicht
AngloGold Ashanti förderte 2010 in Südafrika insgesamt 1,78 Millionen Unzen Gold (etwa 55 t), was 39 % der Produktion der Firma ausmachte, sowie 660 t Uran als Nebenprodukt, davon stammten etwa 25 t Gold aus den Western Deep Levels. Sowohl die Mponeng-Mine (3777 m), als auch Tautona (3,9 km) galten nach eigenen Angaben als jeweils tiefstes Bergwerk der Welt, Savuka war dies ebenfalls zeitweise mit 3,7 km. Die Firma plant, die Bergwerke Mponeng und Tautona weiter in die Tiefe zu entwickeln, Mponeng sollte dabei bis 2017 eine Teufe von 5000 m erreichen.
Die Arbeitsbedingungen in diesen Teufen sind sehr hart. Die Gesteinstemperatur in 4000 m Tiefe beträgt etwa 60 °C, die Lufttemperatur 55 °C. Durch aufwendige Kühlmaßnahmen wird diese auf 28 °C gesenkt.
Durch Brüche und andere Unfälle kam es fortgesetzt zu Personenschäden, jedes Jahr starben mehrere Bergleute. Durch Training und andere Sicherheitsmaßnahmen konnte die Zahl der Todesfälle von mehreren Dutzend auf einige wenige im Jahr reduziert werden. Mehrere hundert Arbeiter erkrankten jedes Jahr an Silikose. Wie überall in Südafrika sind auch viele Bergarbeiter HIV-positiv, die meisten erhalten antiretrovirale Medikamente.

### Mponeng
Mponeng bedeutet in Sesotho Schau mich an. Früher hieß das Bergwerk Western Deep Levels South Shaft oder einfach Shaft No 1 (Schacht 1). Es ist das jüngste der drei Bergwerke, der Schacht wurde ab 1981 abgeteuft und 1986 fertiggestellt. Es liegt etwa 90 Kilometer südwestlich von Johannesburg.
Das Erz von Mponeng ist mit einem Goldgehalt von mehr als 8 g/t besonders reich, so dass sich der Abbau in großer Tiefe trotz der damit verbundenen Kosten lohnte. 2010 produzierte Mponeng 532 000 Unzen Gold (etwa 16,5 t), die Gestehungskosten lagen nach Firmenangaben bei 576 US-$ je Unze. Auf Mponeng waren insgesamt fast 6000 Arbeiter beschäftigt.

### Savuka
Savuka ist das unbedeutendste der drei Bergwerke. Der Name bedeutet Wach auf in isiZulu. Früher hieß das Bergwerk Western Deep Levels West Shaft oder einfach Shaft No 2 (Schacht 2). Der Schacht wurde 1958 abgeteuft, 2006 war Savuka das tiefste Bergwerk der Welt.
Der Goldgehalt liegt in der von Savuka angefahrenen Lagerstätte nur bei 5,3 g/t, 2010 wurden 22 000 Unzen (etwa 700 kg) produziert, wobei die Produktionskosten mit fast 1400 US-$ je Unze nur knapp unter dem Goldpreis lagen. In Savuka arbeiteten etwa 1000 Bergleute.

### Tautona
Tautona bedeutet in Sesotho Großer Löwe. Früher hieß das Bergwerk Western Deep Levels East Shaft oder einfach Shaft No 3 (Schacht 3). Der Schacht wurde ab 1957 abgeteuft, der Hauptschacht wurde 1962 fertig.
Tautona hatte einen Goldgehalt von 7 g/t erbracht, 2010 wurden mit 4500 Arbeitern 259 000 Unzen (etwa 8 t) produziert, die Produktionskosten betrugen etwa 1000 US-$ je Unze.